# Riflessi in un occhio d'oro
Riflessi in un occhio d'oro (Reflections in a Golden Eye) è un film del 1967 diretto da John Huston, adattamento dell'omonimo romanzo di Carson McCullers.

## Trama
In Georgia, all'interno di una base militare, il Maggiore Weldon Penderton è sposato con Leonora, una donna sensuale e viziata, ma è impotente e segretamente omosessuale. Convinto che il soldato Williams sia l'amante della moglie, lo uccide. Ma è un errore: in realtà la moglie è l'amante del colonnello Morris Langdon.

## Accoglienza
Il film ottenne recensioni buone dalla critica ma fu un fiasco al botteghino americano.

## Riconoscimenti
- 1968 - National Society of Film Critics Awards
  - Candidatura per il miglior attore non protagonista a Brian Keith

## Curiosità
- Il film in origine doveva essere interpretato dall'attore Montgomery Clift per volere di Liz Taylor, grande amica dell'attore, che firmò per la parte della moglie del protagonista solo se Monty avesse avuto il ruolo di protagonista. Ma a causa del decesso prematuro dell'attore per arresto cardiaco nel 1966 la parte fu affidata a Marlon Brando grande rivale di Clift[1]
- Fotogrammi di Marlon Brando in uniforme militare americana vennero usati dal regista Francis Ford Coppola nel 1979 durante la realizzazione del film Apocalypse Now per la scena in cui Martin Sheen sfoglia il dossier sul Colonnello Kurtz (interpretato appunto da Marlon Brando)
- Nonostante l'ambientazione, il film venne girato in buona parte nei dintorni di Roma dove venne ricostruita l'ambientazione della Georgia (il resto a New York e a Long Island, ma mai in Georgia).